# Figularia pelmatifera
Figularia pelmatifera är en mossdjursart som beskrevs av Gordon 1984. Figularia pelmatifera ingår i släktet Figularia och familjen Cribrilinidae. Inga underarter finns listade i Catalogue of Life.